# FC Belle Lumière
El FC Belle Lumière es un equipo de fútbol de las Comoras que juega en la Liga de Mohéli, una de las ligas regionales que conforman la Primera División de las Comoras.

## Historia
Fue fundado en el año 2001 en la ciudad de Djoeizi en la isla de Moheli y han accedido a la fase nacional en varias ocasiones, la primera de ellas fue en 2003, aunque no hay certeza de quien fue el campeón nacional en ese año, y fue subcampeón nacional en 2017. Alcanzaron la final de la Copa de las Comoras por primera vez en la temporada 2023, donde perdieron ante el Djabal Club por 2-4 en penales luego de que el partido terminara 0-0.
Como el Djabal Club había logrado la clasificación a la Liga de Campeones de la CAF 2023-24 como campeón nacional, el FC Belle Lumière logró la clasificación a la Copa Confederación de la CAF 2023-24, la cual abandonó el la primera ronda cuando iba a enfrentar al Ferroviário de Maputo de Mozambique.

## Palmarés
- Liga de Moheli: 6

2003, 2004, 2005, 2009, 2015, 2017